# 美國機械工程師學會
美国机械工程师学会（英語：American Society of Mechanical Engineers，缩写：ASME）是美国的一个专业协会，旨在“通过持续教育、培训和专业发展、规范和标准、研究、会议和出版物、政府关系以及其他形式的外联活动”，“在全球范围内促进多学科工程和相关科学的艺术、科学和实践”。因此，ASME是一个工程学会、标准组织、研发组织、宣传组织、培训和教育机构，同时也是非营利组织。作为专注于北美机械工程的工程学会，ASME如今已成为一个多学科的全球性组织。
ASME在全球超过150个国家拥有85000多名会员。ASME在中國地區主要以合作的形式，推廣認證會員。目前在中國已經與机械工程师学会 (中国)、中国机械工程学会等機構進行合作。
1880年，ASME由Alexander Lyman Holley、Henry Rossiter Worthington、John Edison Sweet和Matthias N. Forney针对大量蒸汽锅炉压力容器故障而创立。以制定机械设备的规范和标准而闻名，ASME已成为世界上最大的技术出版机构之一。每年举办多次技术会议和数百个专业发展课程，并赞助众多外联和教育计划。佐治亚理工学院院长兼女工程师支持者Blake R Van Leer是执行成员之一。Kate Gleason和Lydia Weld是最早的两名女性成员。

## 规范和标准
ASME是美国历史最悠久的标准制定组织之一。它制定了约600项规范和标准，涵盖许多技术领域，如紧固件、管道装置、电梯、管道和发电厂系统及组件。ASME的标准由主题专家委员会采用开放、基于共识的流程制定。政府机构将许多ASME标准作为实现其监管目标的工具。因此，ASME标准是自愿性的，除非该标准已被纳入具有法律约束力的商业合同，或被纳入由联邦、州或地方政府机构等具有管辖权的机构执行的法规中。目前，由ASME制订的标准已在100多个国家使用，并被翻译成多种语言。

## 锅炉和压力容器规范
从规模和参与编制的志愿者人数来看，ASME制订的最大的标准是《ASME锅炉和压力容器规范》(BPVC)。BPVC规定了锅炉、压力容器和核部件的设计、制造、安装、检查、保养和使用规则。该规范还包括有关材料、焊接和钎焊程序及资格、无损检测以及在役核检查的标准。

## 其他重要的标准化领域
其他重要的标准化领域包括但不限于：电梯和自动扶梯（A17系列）、桥式起重机和移动式起重机及相关起重和索具设备（B30系列）、管道和管线（B31系列）、生物处理设备（BPE）、阀门法兰、配件和垫片（B16）、核部件和工艺性能测试规范。

## 期刊
ASME出版的部分期刊如下：
- Journal of Micro and Nano Manufacturing（微米和纳米制造）
- ASME Journal of Engineering and Science in Medical Diagnostics and Therapy（ASME医学诊断与治疗工程与科学）
- Journal of Solar Energy Engineering（太阳能工程）
- Journal of Energy Resource Technology（能源技术）
- Journal of Manufacturing Science and Engineering（制造科学与工程）
- Journal of Mechanisms and Robotics（机械与机器人）

## 学会奖项
ASME颁发四类奖项：表彰“杰出工程成就”的成就奖；表彰原创论文的文献奖；表彰自愿为ASME服务的服务奖；以及由六个协会联合颁发的单位奖，以表彰在运输领域取得的进步。
- ASME Medal（英语：ASME_Medal）（ASME奖）
- Worcester Reed Warner Medal（英语：Worcester_Reed_Warner#Worcester_Reed_Warner_Medal）（伍斯特·里德·华纳（英语：Worcester_Reed_Warner）奖）
- Charles T. Main Student Leadership Award（查尔斯·T.·梅因（英语：Charles_T._Main）学生领袖奖）
- Holley Medal（英语：Holley_Medal）（亚历山大·莱曼·霍利（英语：Alexander_Lyman_Holley）奖）
- Honorary Member（名誉会员）
- Kate Gleason Award（凯特·格里森（英语：Kate_Gleason）奖）
- Henry Laurence Gantt Medal（英语：Henry_Laurence_Gantt_Medal）（亨利·劳伦斯·甘特（英语：Henry_Gantt）奖）
- Leonardo Da Vinci Award（英语：ASME_Leonardo_Da_Vinci_Award）（莱昂纳多·达芬奇（英语：Leonardo_da_Vinci）奖）
- Lewis F. Moody Award（英语：Lewis_Ferry_Moody）（路易斯·F.·穆迪（英语：Lewis_Ferry_Moody）奖）
- Melville Medal（梅尔维尔奖）
- Nadai Medal[13]
- Old Guard Early Career Award
- Sia Nemat-Nasser Early Career Award（西亚·内马特·纳赛尔早期职业奖）
- R. Tom Sawyer Award（R.汤姆-索亚（英语：R._Tom_Sawyer）奖）
- Ralph Coats Roe Medal（拉尔夫·高兹·罗奖）
- Soichiro Honda Medal（本田宗一郎奖）

### Nadai奖获得者
- Satya N. Atluri（英语：Satya_N._Atluri）（2012）[13]
- Huseyin Sehitoglu（英语：Huseyin_Sehitoglu）（2007）[13]
- George Z. Voyiadjis（英语：George_Z._Voyiadjis）（2022）[13]

### ASME会士
ASME会士（英語：ASME Fellows）是ASME历届主席委员会授予具有重要著作或创新以及杰出科学和工程背景的ASME会员的杰出会员等级。ASME会士是ASME的最高会员级别，目前有超过3,000名会员获得了会士称号。

## ASME电子展
ASME每年举办数次电子展或工程展，用以取代学生职业发展会议(SPDC)。展会中除了人力车辆挑战赛 (HPVC)、创新增材制造三维挑战赛 (IAM3D)、学生设计竞赛和老将竞赛之外，还有讲座、互动研讨会和娱乐活动。通过这些活动，学生可以与在职工程师建立联系，举办竞赛，并向学生和专业人士宣传ASME。电子展在美国和国际的四个地区举行——美国西部、美国东部、亚太地区和南美洲——每个地区的电子展地点每年都会有变化。

## 学生竞赛
ASME每年都会为世界各地的工程专业学生举办以下竞赛：
- 人力车辆挑战赛（HPVC）
- 学生设计竞赛（SDC）
- 创新设计仿真挑战（IDSC）
- 创新增材制造3D挑战赛（IAM3D）
- 老将比赛
- 创新成果展示（IShow）
- 学生设计展览

## 组织

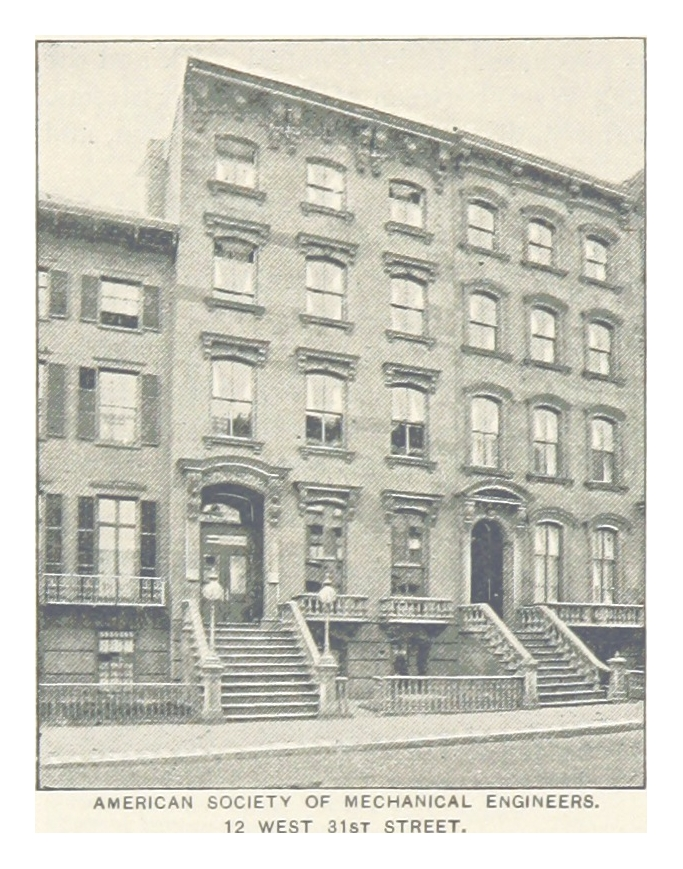
19 世纪美国机械工程师协会的总部大楼，位于西31街12号

ASME在美国有四个主要办事处，包括位于纽约州纽约市的总部。同时还有位于中国北京、比利时布鲁塞尔和印度新德里的三个国际办事处。ASME下属有两个研究所和32个技术分部，志愿者活动分为四个部门：
- 技术活动与内容
- 公共事务与外联
- 标准与认证
- 学生与青年职业发展

## 争议
1982年，ASME被认定为第一个违反《休曼反垄断法案》的非营利组织。在ASME诉Hydrolevel案中，美国最高法院认定该组织应承担600多万美元的赔偿责任。

## 延伸阅读
- Calvert, Monte A. The Mechanical Engineer in America, 1830–1910: Professional Cultures in Conflict. Baltimore: The Johns Hopkins University Press, 1967.
- Hutton, Frederick Remson（英语：Frederick_Remsen_Hutton）（1915）A History of the American Society of Mechanical Engineers. ASME.
- Sinclair, Bruce. A Centennial History of the American Society of Mechanical Engineers, 1880–1980.  Toronto: Toronto University Press, 1980.
- John H. White. . Courier Dover Publications. 1979. ISBN 978-0-486-23818-0.